# Myra Breckinridge
Myra Breckinridge – powieść satyryczna wydana w lutym 1968 roku przez Gore Vidala.

## Książka
Książka ma formę pamiętnika. W głównej mierze porusza tematy feminizmu, transseksualizmu oraz dewiacji seksualnych. Powieść szybko stała się światowym bestsellerem i w 1974 autor stworzył jej kontynuację pod tytułem Myron.
Fabuła przedstawia historię Myrona Breckinridge, który poddaje się operacji korekty płci i staje się Myrą Breckinridge. Myra przyjeżdża do Hollywood i podając się za wdowę bo Myronie podejmuje pracę w szkole aktorskiej wujka Bucka. Pragnie tam, oprócz typowej wiedzy przekazywanej studentom, przekazywać swoje poglądy.

## Ekranizacja
W 1970 roku na podstawie powieści powstał film pod tym samym tytułem (w reżyserii Michaela Sarne’a). W tytułową bohaterkę wcieliła się Raquel Welch. W filmie zagrali również John Huston (jako Buck Loner), Mae West (jako Leticia Van Allen), Farrah Fawcett (jako Mary Ann Pringle), Roger Herren (jako Rusty Godowski). Film okazał się klęską komercyjną, kiedy wszedł na ekrany w 1970 roku.